# Alpioniscus fragilis
Alpioniscus fragilis är en kräftdjursart som först beskrevs av Gustav Budde-Lund 1909.  Alpioniscus fragilis ingår i släktet Alpioniscus och familjen Trichoniscidae. Inga underarter finns listade i Catalogue of Life.